# Monkey Hornby
Pour les articles homonymes, voir Hornby.
Albert Neilson Hornby, surnommé Monkey Hornby, est un joueur de rugby à XV et de cricket anglais né le 10 février 1847 à Blackburn dans le Lancashire et décédé le 17 décembre 1925 à Nantwich dans le Cheshire. International dans les deux sports, il dispute neuf matchs avec l'équipe d'Angleterre de rugby à XV au poste d'arrière et trois matchs de Test cricket avec l'équipe d'Angleterre de cricket. Il est le premier joueur à avoir été capitaine de ces deux sélections. Il effectue sa carrière en rugby à XV au sein du Manchester Rugby Club et en cricket avec le Lancashire County Cricket Club, dont il est capitaine durant vingt ans. 
En rugby à XV, il dispute son premier test match le 5 février 1877, contre l'équipe d'Irlande, et son dernier test match contre l'équipe d'Écosse le 4 mars 1882.

## Biographie

### Jeunesse et éducation
Albert Neilson Hornby naît le 10 février 1847 à Blackburn dans le Lancashire. Son père, William Henry Hornby, et un industriel et devient le premier maire de Blackburn en 1851 et représente la ville durant plusieurs années au Parlement du Royaume-Uni. Albert est le sixième fils d'une famille de sept garçons et quatre filles. Il étudie à Harrow School, où il fait partie de l'équipe de cricket, puis brièvement à Oxford.

### Famille
Albert Hornby épouse en 1876 Ada Sarah Ingram, fille du fondateur de l'Illustrated London News, Herbert Ingram. Le couple aura quatre fils, dont l'un, Albert Henry Hornby, jouera au cricket pendant quinze saisons avec le Lancashire et en sera également capitaine.

## Bilan sportif

### Principales équipes
|                         | Sport      | Période   |
| ----------------------- | ---------- | --------- |
| Lancashire              | Cricket    | 1867-1899 |
| Marylebone Cricket Club | Cricket    | 1873-1898 |
| Manchester Rugby Club   | Rugby à XV |           |
| Blackburn Rovers        | Football   |           |

### Sélections en rugby à XV
- 9 sélections en équipe d'Angleterre, de 1877 à 1882
- 1 essai
- Sélections par année : 2 en 1877, 2 en 1878, 1 en 1880, 2 en 1881, 2 en 1882